# Uppsala Politicesstuderande
Uppsala Politicesstuderande (UPS) är en ideell studentförening vid Uppsala universitet för studenter som läser en Politices kandidatexamen eller en Politices masterexamen. Föreningens verksamhet och organisation kännetecknas av sina två uttalade syften: att alla föreningens medlemmar ska få en så bra utbildning som möjligt och att föreningen ska bygga kamratskap och skapa en god stämning mellan studenterna inom programmen. Föreningen har cirka 500 medlemmar och en styrelse på 26 personer som arbetar för att göra tiden med UPS så rolig och lärorik som möjligt.
Föreningen grundades år 1995 i samband med att Förvaltningslinjen ersattes av Politices magisterprogrammet. Föreningen bygger till en del på den tidigare studentföreningen Uppsala Förvaltningsstuderande (Uppför). I samband med att Politices magisterprogrammet ersattes av Politices kandidatprogrammet år 2007 döptes föreningen om från Uppsala Pol.Mag. Studerande till det nuvarande namnet. Föreningen började som ett innebandylag men blev snart en mångsidig förening. 
Föreningen syftar till att främja medlemmarnas studier, studiesociala liv och kontakt med stat och näringsliv. Föreningen är organiserad i flera utskott som bedriver större delen av verksamheten.

## Utskott
UPS har nio olika utskott: Evenemangs- och kulturutskottet, Internationella utskottet, Kontaktutskottet, Polmagasinet, Kommunikations- och marknadsföringsutskottet, Sport- och aktivitetsutskottet, Utbildningsrådet, Masterutskottet samt Radioutskottet (Sen Lunch med PK). Utöver utskotten finns det även ämbeten kopplade till verksamheten; insparksgeneralerna, fotoämbetsperson, PolRiks-representant, recentiorrepresentant, spexämbetsperson, valkommittén och jämlikhetsansvariga. 

## Sen Lunch med PK
Sen Lunch med PK är ett program vid Studentradion 98.9. Det startades år 2010 av Anna Emanuelsson, Anna Norell Bergendhal och Emma Samuelsson och sänder onsdagar klockan 18:00 på Studentradion 98.9 i Uppsala.